# 4 ربيع الآخر
- السبت
- الأحد
- الاثنين
- الثلاثاء
- الأربعاء
- الخميس
- الجمعة

- 2528 سبتمبر 2024
- 2629 سبتمبر 2024
- 2730 سبتمبر 2024
- 281 أكتوبر 2024
- 292 أكتوبر 2024
- 303 أكتوبر 2024
- 14 أكتوبر 2024
- 25 أكتوبر 2024
- 36 أكتوبر 2024
- 47 أكتوبر 2024
- 58 أكتوبر 2024
- 69 أكتوبر 2024
- 710 أكتوبر 2024
- 811 أكتوبر 2024
- 912 أكتوبر 2024
- 1013 أكتوبر 2024
- 1114 أكتوبر 2024
- 1215 أكتوبر 2024
- 1316 أكتوبر 2024
- 1417 أكتوبر 2024
- 1518 أكتوبر 2024
- 1619 أكتوبر 2024
- 1720 أكتوبر 2024
- 1821 أكتوبر 2024
- 1922 أكتوبر 2024
- 2023 أكتوبر 2024
- 2124 أكتوبر 2024
- 2225 أكتوبر 2024
- 2326 أكتوبر 2024
- 2427 أكتوبر 2024
- 2528 أكتوبر 2024
- 2629 أكتوبر 2024
- 2730 أكتوبر 2024
- 2831 أكتوبر 2024
- 291 نوفمبر 2024
- 302 نوفمبر 2024
- 13 نوفمبر 2024
- 24 نوفمبر 2024
- 35 نوفمبر 2024
- 46 نوفمبر 2024
- 57 نوفمبر 2024
- 68 نوفمبر 2024

4 ربيع الآخر أو 4 ربيع الثاني أو يوم 4 \ 4 (اليوم الثالث من الشهر الرابع) هو اليوم الثالث والتسعين من أيَّام السنة (أو الرابع والتسعين لو كان شهر صفر مُتممًا لليوم الثلاثين) وفق التقويم الهجري القمري (العربي). يبقى بعده 261 أو 262 يومًا لانتهاء السنة.

## أحداث
- 12هـ - الخليفة الراشد أبو بكر الصديق يعزل خالد بن سعيد عن قيادة جيش فتح الشام، وعقد أربعة ألوية لكل من: يزيد بن أبي سفيان، وأبي عبيدة بن الجراح، ومعاذ بن جبل، وشرحبيل بن حسنة.
- 234هـ - تولي محمد بن عبد الرحمن الأوسط حكم الأندلس، خلفًا لأبيه، وهو الأمير الخامس في سلسلة الأمراء الأمويين الذين حكموا الأندلس.
- 1235هـ - إمارة دبي ترتبط بحماية مع المملكة المتحدة.
- 1293هـ - إعلان الملكة البريطانية فيكتوريا إمبراطورة على الهند، وبالتالي تكريس الهيمنة البريطانية على كامل شبه القارة الهندية.
- 1369هـ - الكنيست يعلن للمرة الثانية ان القدس هي عاصمة إسرائيل وواصل نقل الدوائر الحكومية إليها. ومع ذلك ظلت اغلبية البلدان تمانع في نقل سفاراتها من تل أبيب إلى القدس. واتخذت الأردن في الوقت ذاته خطوات لبسط دائرة اختصاصها على القدس الشرقية والضفة الغربية.
- 1371هـ - إعلان الدستور الأردني.
- 1376هـ - الجمعية العامة للأمم المتحدة توافق على قرارًا يطلب من المملكة المتحدة وفرنسا وإسرائيل الانسحاب الفوري من مصر بعد اجتياحهم للسويس.
- 1398هـ - القوات الإسرائيلية تحتل جزءًا كبيرًا من الأراضي اللبنانية في عملية عسكرية عرفت باسم «عملية الليطاني»؛ لإبعاد نشاط الفدائيين الفلسطينيين عن حدودها الشمالية. وقد صدر قرار مجلس الأمن رقم 425 الذي يطالب إسرائيل بالانسحاب من لبنان.
- 1404هـ -
  - مدينة صيدا تتعرض لهجوم إسرائيلي بالدبابات.
  - بروناي تنضم لمنظمة دول جنوب شرق آسيا (آسيان) لتكون سادس دولة تنظم لهذه المنظمة.
- 1408هـ - السوري خالد أكر والتونسي ميلود بن الناجح من الجبهة الشعبية لتحرير فلسطين - القيادة العامة، ينفذان عملية الطائرات الشراعية ويحطان بطائراتيهما الشراعية داخل معسكر إسرائيلي ويقتلان 6 جنود.
- 1437هـ -
  - محكمة التمييز العسكرية اللبنانية تحكم بإخلاء سبيل ميشال سماحة مقابل كفالة مقدارها 150 مليون ليرة، شرط أن يتعهد سماحة بحضور كل جلسات محاكمته.
  - مقتل 8 أشخاص في سلسلة هجمات في العاصمة الإندونيسية في جاكرتا و«داعش» يتبنى الهجمات.
  - مُنظمة الصحَّة العالميَّة تُعلن اندثار وباء إيبولا في غرب أفريقيا بعد أن حصد أكثر من 11,000 نسمة.
- 1442هـ - نسخة منقحة من تقرير بريريتون حول جرائم الحرب تكشف قيام جنود أستراليين بقتل 39 من المدنيين والسجناء خلال الحرب في أفغانستان.
- 1444هـ - مقتل 110 أشخاص وإصابة 318 آخرين في تفجير مزدوج في العاصمة الصومالية مقديشو.

## مواليد
- 1323هـ - جورج شحاتة القنواتي، مفكر مصري من الآباء الدومينيكان.
- 1339هـ - جمال البنا، مفكر إسلامي مصري.
- 1342هـ - منى، ممثلة مصرية.
- 1343هـ - سليمان ديميريل، رئيس تركيا التاسع.
- 1347هـ - عبد السلام ياسين، داعية إسلامي مغربي.
- 1371هـ - حمد بن خليفة آل ثاني، أمير دولة قطر.
- 1372هـ - هاني شاكر، مطرب وممثل مصري.
- 1380هـ - سعيد الناصري، ممثل مغربي.
- 1382هـ - فايزة كمال، ممثلة مصرية.
- 1391هـ - إيمان عياد، إعلامية فلسطيني.
- 1399هـ - عادل محمود، مغني بحريني.
- 1406هـ - ريما الفضالة، ممثلة كويتية.

## وفيات
- 1351هـ - كمال الدين حسين، ابن السلطان حسين كامل.
- 1425هـ - محمد ضيف الله القحص، نائب في مجلس الأمة الكويتي.
- 1430هـ - ناجي جبر، ممثل سوري.
- 1436هـ - جمعة أمين، نائب المرشد العام لجماعة الإخوان المسلمين.

## وصلات خارجية
- موقع قصة الإسلام: حدث في شهر ربيع الأوَّل.